# Галава (Гаваї)
Галава (англ. Halawa) — переписна місцевість (CDP) в США, в окрузі Гонолулу штату Гаваї. Населення — 15 016 осіб (2020).

## Географія
Галава розташована за координатами 21°22′31″ пн. ш. 157°55′7″ зх. д. / 21.37528° пн. ш. 157.91861° зх. д. (21.375325, -157.918545).  За даними Бюро перепису населення США в 2010 році переписна місцевість мала площу 6,14 км², уся площа — суходіл.

## Демографія
Згідно з переписом 2010 року, у переписній місцевості мешкало 14 014 осіб у 4217 домогосподарствах у складі 3204 родин. Густота населення становила 2284 особи/км².  Було 4354 помешкання (709/км²).
Расовий склад населення:
| - 51,6 % — азіатів - 12,3 % — білих - 12,2 % — вихідців з тихоокеанських островів - 1,5 % — чорних або афроамериканців - 0,1 % — корінних американців |

До двох чи більше рас належало 21,5 %. Частка іспаномовних становила 7,5 % від усіх жителів.
За віковим діапазоном населення розподілялося таким чином: 21,0 % — особи молодші 18 років, 61,8 % — особи у віці 18—64 років, 17,2 % — особи у віці 65 років та старші. Медіана віку мешканця становила 40,4 року. На 100 осіб жіночої статі у переписній місцевості припадало 99,0 чоловіків;  на 100 жінок у віці від 18 років та старших — 96,7 чоловіків також старших 18 років.
Середній дохід на одне домашнє господарство  становив 102 355 доларів США (медіана — 91 779), а середній дохід на одну сім'ю — 110 568 доларів (медіана — 98 487). Медіана доходів становила 46 363 долари для чоловіків та 39 444 долари для жінок. За межею бідності перебувало 9,7 % осіб, у тому числі 17,2 % дітей у віці до 18 років та 8,1 % осіб у віці 65 років та старших.
Цивільне працевлаштоване населення становило 7197 осіб. Основні галузі зайнятості: освіта, охорона здоров'я та соціальна допомога — 18,6 %, публічна адміністрація — 13,8 %, мистецтво, розваги та відпочинок — 13,1 %.